# Coenagrion
Genre
Coenagrion est un genre d'odonates zygoptères (demoiselles) de la famille des Coenagrionidae.

## Historique et dénomination
- Ce genre a été décrit par l'entomologiste Johan Christian Fabricius en 1775 sous le nom d'Agrion. L'entomologiste britannique William Kirby l'a renommé et décrit en 1890, c'est cette description qui est retenue[1].
- L'espèce type est Coenagrion puella (Linnaeus, 1758).

### Synonymie
- Agrion Fabricius, 1775
- Austrocoenagrion Kennedy, 1920

### Nom vernaculaire
Des agrions en français. Le nom vernaculaire agrion est aussi attribué à des espèces d'autres genres de zygoptères, par exemple Ischnura, Enallagma.

## Liste d'espèces
Ce genre comprend notamment les espèces suivantes :
- Coenagrion aculeatum Yu & Bu, 2007
- Coenagrion angulatum Walker, 1912
- Coenagrion armatum (Charpentier, 1840) – Agrion armé
- Coenagrion australocaspicum Dumont & Heidari, 1996
- Coenagrion caerulescens (Fonscolombe, 1838) – Agrion bleuâtre
- Coenagrion ecornutum (Selys, 1872)
- Coenagrion glaciale (Selys, 1872)
- Coenagrion hastulatum (Charpentier, 1825) – Agrion hasté
- Coenagrion holdereri (Förster, 1900)
- Coenagrion hylas (Trybom, 1889)
- Coenagrion intermedium Lohmann, 1990
- Coenagrion interrogatum (Hagen, 1876)
- Coenagrion johanssoni (Wallengren, 1894)
- Coenagrion lanceolatum (Selys, 1872)
- Coenagrion lunulatum (Charpentier, 1840) – Agrion à lunules
- Coenagrion lyelli (Tillyard, 1913)
- Coenagrion melanoproctum (Selys, 1876)
- Coenagrion mercuriale (Charpentier, 1840) – Agrion de Mercure
- Coenagrion ornatum (Selys, 1850)
- Coenagrion persicum Lohmann, 1993
- Coenagrion ponticum (Bartenef, 1929)
- Coenagrion puella (Linnaeus, 1758) – Agrion jouvencelle
- Coenagrion pulchellum (Van der Linden, 1823) – Agrion exclamatif ou Agrion joli
- Coenagrion resolutum (Hagen in Selys, 1876)
- Coenagrion scitulum (Rambur, 1842)
- Coenagrion syriacum (Morton, 1924)
- Coenagrion terue (Asahina, 1949)